# 陳保基
陳保基（1953年11月10日—），臺灣畜牧學家，美國康乃爾大學動物營養學博士，前任行政院農業委員會主任委員、國立臺灣大學動物科學技術學系暨研究所教授。曾任臺灣省畜產試驗所花蓮種畜繁殖場技正、臺灣省畜產試驗所宜蘭分所飼料系系主任、宜蘭分所分所長、國立臺灣大學畜產系（所）副教授、行政院農業委員會畜牧處處長、國立臺灣大學畜產系（所）教授兼系主任（所長）、國立臺灣大學生農學院教授兼院長。

## 學歷
- 1971年9月－1975年6月 國立臺灣大學畜牧學系學士
- 1975年9月－1977年6月 國立臺灣大學畜牧學研究所碩士
- 1984年6月－1989年1月 美國康乃爾大學動物營養學博士

## 經歷
- 2012年2月－2016年2月 行政院農業委員會主任委員
- 2005年12月－2011年7月 国立臺灣大學動物科學技術學系暨研究所教授兼生農學院院長
- 2002年8月－2005年7月 國立臺灣大學畜產系（所）教授兼系主任（所長）
- 1997年7月－2000年6月 行政院農業委員會畜牧處處長
- 1993年8月－國立臺灣大學畜產學系、動物科學技術學系暨研究所教授
- 1991年8月－1993年7月 國立臺灣大學畜產學系副教授
- 1988年3月－1991年7月 臺灣省畜產試驗所宜蘭分所分所長
- 1980年12月－1988年2月 臺灣省畜產試驗所宜蘭分所飼料系系主任
- 1979年6月－1980年11月 臺灣省畜產試驗所花蓮種畜繁殖場技正

## 外部連結
- 主任委員簡歷(農委會)
- 陳保基在國立臺灣大學網頁

| 中華民國政府職務 | 中華民國政府職務                                              | 中華民國政府職務 |
| ---------------- | ------------------------------------------------------------- | ---------------- |
| 行政院           |                                                               |                  |
| 前任： 陳武雄    | 行政院農業委員會主任委員 第十一任 2012年2月6日－2016年1月31日 | 繼任： 陳志清    |